# 銭谷欽治
銭谷 欽治（ぜにや きんじ、男性、1953年3月12日 - ）は、石川県加賀市出身の日本の元バドミントン選手。元日本バドミントン協会の専務理事。

## 来歴
石川県加賀市立錦城小学校～中学校卒、1971年石川県立大聖寺高等学校卒、1975年中央大学商学部商業貿易学科卒業。
河崎ラケット工業－三洋電機 (1984年入社)。
全日本総合バドミントン選手権大会男子シングルで1976年から4連覇など7回の優勝を持つ。
1990年、三洋電機監督に就任。1996年から三洋電機女子チームを全日本実業団バドミントン選手権大会4連覇に導いた。
現役引退後は日本バドミントン協会理事・選手強化本部本部長、大阪府バドミントン協会理事長、三洋電機総務人事本部文化・スポーツ推進部部長等を歴任する。
石川県はバドミントンが盛んで多くの有名選手を輩出しているが、その殆どはバドミントン王国である県中央部の金沢市出身あるいは金沢市の学校の出身者であり、県西南端の加賀市出身の選手が活躍するのは稀なことであった。そのため銭谷の出身地である加賀市などを含む南加賀地区では銭谷の功績を記念し、1985年から『銭谷杯争奪少年バドミントン大会』を開催している。
2022年3月に日本バドミントン協会元職員の公金横領問題、国際交流事業に於ける補助金不正申請問題が相次いで発覚し、一連の問題を調査していた第三者委員会での報告にて協会幹部による事案隠蔽工作などが明らかにされたことから世間の批判が集まり、こうした状況を受けて同年10月27日に開催した協会臨時理事会にて会長の関根義雄と専務理事の銭谷が一連の問題の責任を取る形で11月30日付で理事職を含めた役職を辞任することとなった。

## 主な戦績
全国高等学校総合体育大会バドミントン競技大会
- 1970年 男子シングル準優勝

全日本学生バドミントン選手権大会
- 1972年 男子シングル3位
- 1973、1974年 男子シングル優勝
- 1972、1973年 男子ダブルス3位（1972年は相川進、1973年は尾崎幹夫とのペア）
- 1974年 男子ダブルス準優勝（山本茂樹とのペア）
- 1973、1974年 団体の部優勝（中央大学）

全日本社会人バドミントン選手権大会
- 1976、1979、1980、1983年優勝

全日本実業団バドミントン選手権大会
- 1975、1976、1977、1979、1980、1981年 男子シングル優勝
- 1977年 男子団体の部優勝（河崎ラケット工業）

国民体育大会バドミントン競技
- 1975、1977年 一般男子団体の部準優勝（東京都チーム）

全日本総合バドミントン選手権大会
- 1974、1976、1977、1978、1979、1981、1984年 男子シングル優勝
- 1985年 3位（この年で引退。翌年より三洋電機バドミントン部コーチ）
- 1981年 男子ダブルス優勝（西山博司とのペア）

トマス杯（世界国別対抗戦）
1979年と1982年に日本は地区予選を勝ち抜き本大会に出場。共に主戦選手に選ばれている。
1979年には準決勝進出している。